# ラズベリー (スラング)
ラズベリー(英語: raspberry)は、英語の俗語の一つである。軽蔑や不賛成の意を示す目的で、舌を唇の間にはさんで出す振動音を意味する。転じて嘲り、酷評、悪口などの意でも用いられる。

## 名称
raspberryは舌を唇の間にはさんで息を吹き出した際に出る屁のような音自体を指し、blow a raspberryでこの音を出す行為を、give a raspberryで誰かに向かってこの音を出す行為をそれぞれ表す。
raspberryのこうした用法は、コックニーの俗語でこの語が屁の意味で用いられていたことに由来する。これは押韻俗語と呼ばれる造語の一つで、言い表したい語と韻を踏む連語表現のうち、韻を踏んでいない部分だけを呼ぶことによって、元の語を暗に示すものである。raspberryの場合は、fart（屁）と韻を踏むraspberry tart（ラズベリータルト）という表現のうち、fartに対応するtartの部分は略し、raspberryだけを呼ぶことにより、fartの意を暗に示している。同様に、心臓(heart)、恋人(sweetheart)の意味でも用いられる。
同じ行為はブロンクス・チアー(Bronx cheer)とも呼ばれる。この名称は、ニューヨークのブロンクス区にあるヤンキー・スタジアムにおいて、審判の判定に不満がある際に観衆がこの振動音を用いて抗議したことに由来するとされるが、やはりブロンクスにあったナショナル・シアターで用いられていたのが由来だとする説や、Bronxは地名ではなく、スペイン語のbranca（叫び）が訛ったものだとする説もある。